# Vóljov
Vóljov (en ruso: Волхов, antiguamente Волховстрой Voljovstrói) es una ciudad del óblast de Leningrado, en Rusia. Vóljov es el centro administrativo del raión de Vóljov. Está situada a 122 km al este de San Petersburgo, sobre el río Vóljov. La ciudad más cercana, 6 km al norte sobre el mismo río, es Stáraya Ládoga, la llamada primera capital de Rusia.

## Historia

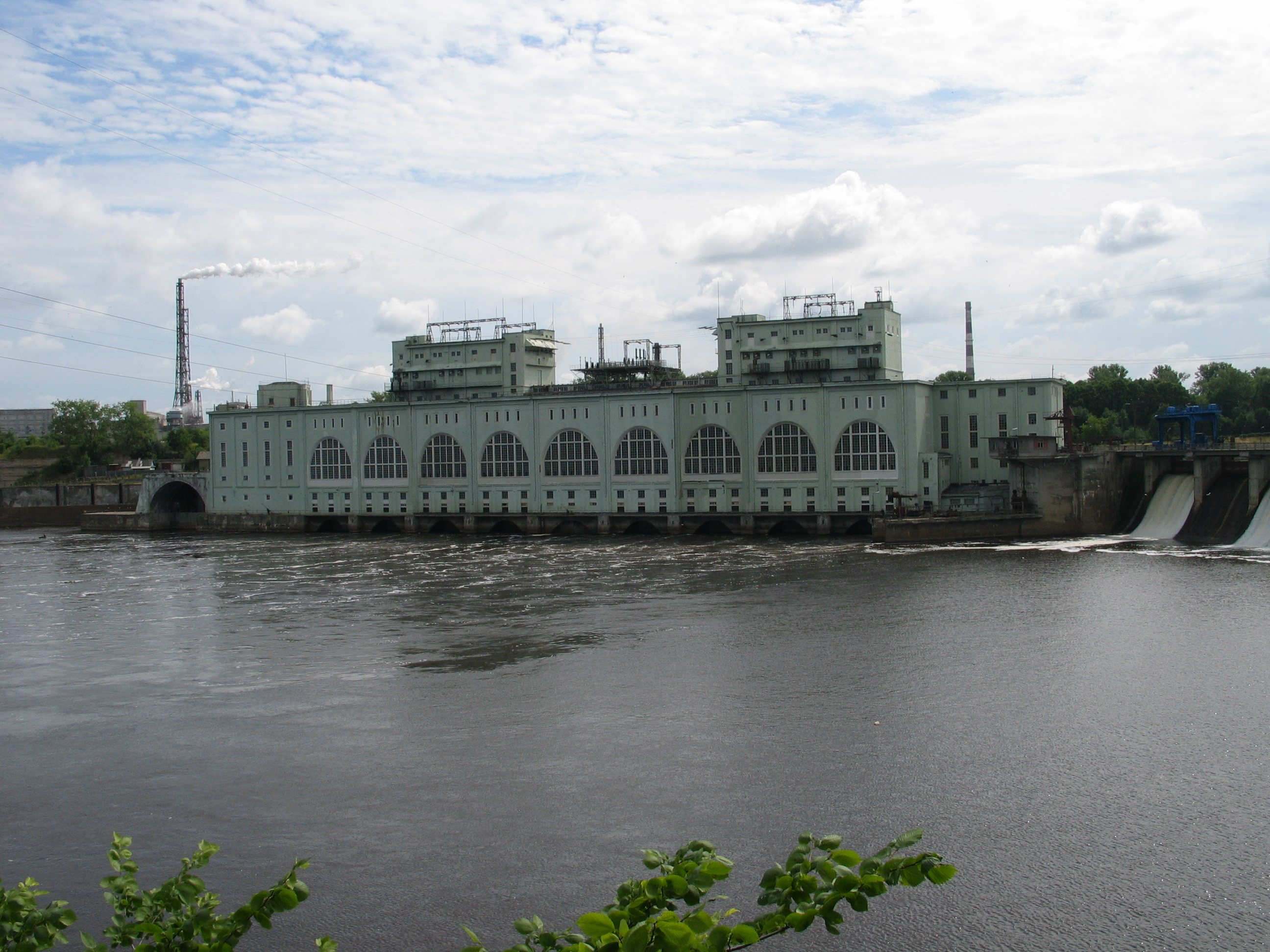
Astillero de Vóljov

La ciudad se desarrolló durante el periodo de industrialización de la primera mitad del siglo XX. La estación de ferrocarril de Vóljov fue construida en 1904 en el pueblo de Zvanka, perteneciente a la línea San Petersburgo-Vólogda. En 1916 se levanta otra línea hacia el norte, hacia Múrmansk. En 1918 se inicia la construcción de la presa y la central hidroeléctrica de Vóljov. La central eléctrica fue puesta en funcionamiento en 1926, la primera de la URSS. En las cercanías de la presa se instaló una fábrica de aluminio en 1932. El 27 de diciembre de 1934, se reunieron la central, la fábrica y varios pueblos adyacentes para crear el asentamiento de Voljovstrói, que sería renombrado como Vóljov en 1940.

## Demografía
| 1959   | 1970   | 1979   | 1989   | 1996   | 2002   | 2008   |
| ------ | ------ | ------ | ------ | ------ | ------ | ------ |
| 36 600 | 47 000 | 49 700 | 50 300 | 50 500 | 46 600 | 45 592 |

## Ciudades hermanadas
- Mosjøen - Noruega
- Vefsn - Noruega
- Järvenpää - Finlandia